# Yepes
Yepes è un comune spagnolo di circa 5 055 abitanti (yeperos) situato nella comunità autonoma di Castiglia-La Mancia a distanza di 39 km da Toledo e di 69 km da Madrid.
Sull'origine del nome, che proviene da Hepes passando per Hiepes e Iepes fino alla forma attuale ci sono diverse ipotesi, secondo alcune potrebbe essere di origine ebraica,
secondo altre è un termine mozarabo.
A causa della sua importanza storica e della sua ricchezza monumentale Yepes è conosciuto nella regione come "Toledillo".

## Storia
I primi documenti storici nei quali si fa riferimento a questa località risalgono
al 1212 e riguardano la cessione che fece il re Alfonso VIII della signoria
del luogo agli arcivescovi di Toledo che lo mantennero fino al tempo di Filippo II.
Risale all'anno successivo invece un atto in cui Alfonso VIII fece consegna di Yepes all'arcivescovo Jimenez de Rada, e nell'anno 1223 questo concesse alla cittadina la giurisdizione di popolazione. 
Data 1215 un documento in cui si fissano i confini tra Iepes e Ocaña, in questo documento si dichiara che la zona montagnosa e desertica chiamata Xsara rivendicata da Ocaña appartiene a Yepes.
Yepes fu sempre, per privilegio reale, governata in modo che i gentiluomini non facessero parte del Consiglio comunale. 
Più tardi, nell'anno 1576, con l'autorizzazione del papa Gregorio XIII, Filippo II vendette la cittadina al suo municipio.

## Monumenti
A Yepes sono state costruite parecchie statue e cattedrali, ma la più importante è la sagrada familia 
Ci sono resti delle antiche mura cittadine, 2 torri risalenti al XIV secolo e risultano perfettamente conservate 4 porte di ingresso risalenti al XIII secolo. 
La porta della Lechuguina, la porta della Villa, la porta della Virgen de Carmen
anche chiamata porta di Toledo e la porta di San Miguel anche chiamata porta di Madrid.
Monumenti importanti di Yepes sono: la chiesa dell'ospedale della carità (XVI secolo),
l'ospedale di San Nicola(secolo XVII), il convento delle Carmelitane Scalze e gli eremi di San
Giuseppe e di San Sebastiano.
L'edificio più importante dal punto di vista storico è la monumentale chiesa
di San Benito Abad che risale al XVI secolo ed è in stile tardo gotico.
Questa chiesa il cui progetto è fatto risalire all'architetto toledano Alonso de Covarrubias
è una delle più importanti della provincia tanto da essere conosciuta
come la cattedrale della Mancia.
I lavori di costruzione della chiesa risalgono al 1533 e terminarono in pieno XVII secolo.
La pianta è rettangolare con tre navate con volta a crociera.
Le cappelle laterali hanno invece volta a conchiglia. La cappella di Cristo è barocca e risale
al 1725.
All'interno sono ben conservate una serie di inferriate di ferro risalenti al periodo
rinascimentale. Nell'abside pitture di Luis Tristán discepolo del El Greco.
La torre è di tipo rinascimentale a 3 corpi con finestre dentellate e incorniciate da colonne.
Un altro monumento che si può vedere appena fuori dalla porta della Villa è il Rollo de Justicia (secolo XV),
una colonna di marmo alla quale venivano giustiziati i condannati a morte e che successivamente ha avuto funzioni
simboliche di presenza della giustizia.

## Feste
Nel 1637 Pedro Calderón de la Barca avendo ben presenti le feste del Corpus Christi dedicò a Yepes l'opera sacramentale intitolata Il magico prodigioso, da qualche anno per ricordare quell'evento nel mese di giugno si celebrano delle giornate calderoniane in cui si sta cercando di fare della promozione turistica del paese.
A metà settembre si svolge la festa patronale, nel fine settimana in cui cade il 14 settembre, festa della Esaltazione della croce di Gesù.
Caratteristiche di questa festa sono processioni, fuochi d'artificio, balli in piazza, corride ed encierros.